# 아동극
아동극(兒童劇)은 어린이의 교육이나 놀이 등의 목적으로 만든 극을 말한다. 달리 '어린이극', '어린이연극', '동극'(童劇), '아동연극'이라고도 한다. 간혹 어린이들이 직접 출연하는 연극을 이르는 말로도 쓰인다.
특별히 '어린이극'이라는 장르가 있는 것이 아니라 단지 관람 대상에 따라 나눈 임의적인 분류일 뿐이며, 태교의 연장선으로 보는 영유아, 아동청소년, 혹은 성인 등의 대상으로 나누기도 한다.

## 명칭 및 종류
아동극의 개념에 대해서는 역사적으로 몇 가지 견해가 있어 왔으나, 현재는 '아동을 대상으로 한 극' 즉 아동들에게 보이는 것을 목적으로 한 극을 통틀어 '아동극'이라고 부르며, 기획이나 연출을 누가 맡느냐에 따라 다음의 세 종류로 분류된다.
- 어른이 연기하고 어린이를 관객으로 하는 형태: 성인들로 조직된 극단에 의해 공연되는 아동극 레퍼토리를 말하는 것으로 아동극문제를 다루는 데 있어 제외되는 것이 보통이다.
- 어린이가 연기하고 어린이를 관객으로 하는 형태: 연기자가 아동들로 구성되었으나 기획·관리에서 연출에 이르기까지 전문가인 성인에 의해 이루어지는 전문적 형태의 극단이 공연하는 연극이다.
- 관객보다는 연기하는 어린이 스스로를 위한 극: 전체적인 기획이나 연출의 극히 제한된 부분을 교사가 맡고 그 밖의 모든 것이 어린이들 자신의 손으로 이루어지는 것으로 학교극이 그 대표적 형태이다.[1]

## 같이 보기
- 어린이 드라마
- 한국의 아동극
- 성인극